# 模仿犯罪
模仿犯罪是指犯人模仿之前其他人曾經犯下的犯罪行為進行犯罪或受其启发的犯罪行为。暴力谋杀或自杀事件經媒體宣传後，会出現更多的模仿犯罪。
模仿犯罪這個概念在1916年左右被人提出，因为當時有人受到開膛手傑克啟發而犯下類似的罪行。由于模仿犯罪的增加，犯罪学家很快开始相信，媒体在激励其他罪犯以类似方式犯下罪行的方面发挥了作用，甚至让本不打算謀殺的人开始犯罪。